# Heliotropium pringlei
Heliotropium pringlei är en strävbladig växtart som beskrevs av Robinson. Heliotropium pringlei ingår i Heliotropsläktet som ingår i familjen strävbladiga växter. Inga underarter finns listade i Catalogue of Life.